# Krai de Stàvropol
El krai de Stàvropol (rus: Ставропо́льский край, Stavropolski krai) és un subjecte federal de Rússia. El Krai de Stàvropol envolta la part central del Caucas i la majoria dels vessants septentrionals del Caucas Gran. Del 1r. de març de 1937 al 12 de gener de 1943 va rebre el nom de krai d'Ordjonikidze (rus: Орджоникидзевский край, Ordjonikidzevski krai) en honor de Sergó Ordjonikidze.
Limita amb la República de Calmúquia al nord, la República del Daguestan a l'est, la República de Txetxènia al sud-est, les repúbliques d'Ossètia del Nord, Kabardino-Balkària i Karatxai-Txerkèssia al sud, el krai de Krasnodar a l'oest i l'óblast de Rostov al nord-oest.
La seva capital és Stàvropol. Dins del krai de Stàvropol també hi ha la ciutat de Piatigorsk, que és la capital del Districte Federal del Caucas Nord.

## Demografia
Al Cens rus de 2010 s'hi van comptar 33 grups ètnics que tenien més de 2000 persones. Amb aquestes xifres és un dels subjectes federals més multiètnics de Rússia. Els més significatius són els següents:
| Ètnia            | Població  | Percentatge |
| ---------------- | --------- | ----------- |
| Russos           | 2.232.153 | 80,9%       |
| Armenis          | 161.324   | 5,9%        |
| Armeno-Tats      | 55.946    | 2%          |
| Darguins         | 49.302    | 1,8%        |
| Grecs del Caucas | 33.573    | 1,2%        |
| Gitanos          | 30.879    | 1,1%        |
| Ucraïnesos       | 30.373    | 1,1%        |
| Nogais           | 22.006    | 0,8%        |
| Àzeris           | 17.800    | 0,6%        |
| Karatxais        | 15.598    | 0,6%        |
| Turcmans         | 15.048    | 0,5%        |
| Txetxens         | 11.980    | 0,4%        |
| Tàtars           | 11.795    | 0,4%        |
| Turcs            | 10.419    | 0,4%        |
| Ossetes          | 7.988     | 0,3%        |
| Belarussos       | 7.104     | 0,3%        |
| Coreans          | 6.759     | 0,2%        |

Nota: Es van incloure 26.855 persones al cens a partir de bases de dades administratives i no van poder declarar el seu grup ètnic. S'estima que les proporcions de diversitat ètnica en aquest grup eren les mateixes que al general.